# Тугай, Владимир Васильевич
 Влади́мир Васи́льевич Туга́й (бел. Уладзімір Васільевіч Тугай; 7 мая 1951, Наровля, Полесская область — 13 октября 2024) — белорусский историк.

## Биография
В 1976 году окончил исторический факультет Минского государственного педагогического института им. А. М. Горького. Позднее обучался в аспирантуре МГПИ им. А. М. Горького (1978—1981).
В 1982 году защитил кандидатскую диссертацию «Рост творческой и трудовой активности рабочих совхозов БССР (1966—1975 гг.)» (науч. рук. — профессор В. М. Фомин). В 2003 году защитил докторскую диссертацию «Латышскі этнас у сацыяльна-эканамічным і культурным жыцці Беларусі (XIX — першая палова XX ст.)». Доцент (1988). Профессор (2004). Служил в Советской армии (1969—1971).
Секретарь комитета комсомола (1976—1982), заместитель декана исторического факультета (1982—1988), секретарь парткома (1988—1991) МГПИ им. А. М. Горького.
Декан исторического факультета (1991—2005), в 2005—2015 гг. — заведующий кафедрой истории древних цивилизаций и средневековья исторического факультета Белорусского государственного педагогического университета им. М. Танка. С 2016 г. — заведующий центром всеобщей истории и международных отношений Института истории НАН Беларуси.
Умер 13 октября 2024 года в возрасте 73 лет.

## Награды
Награждён медалями «За трудовое отличие», Франциска Скорины, знаком «Выдатнік народнай асветы», почётными грамотами Президиума Верховного Совета БССР, почётными грамотами Совета Министров Республики Беларусь.

## Научные интересы
Этническая история, этнокультурные процессы в Европе.

## Основные публикации
- Латышы на Беларусі. — Мн., 1999;
- Латышскі этнас у сацыяльна-эканамічным і культурным жыцці Беларусі. — Мн., 2003;
- Сусветная гісторыя навейшага часу: Вучэб. дапам. для 9-га кл. — Мн., 2003 (у сааўт.);
- Сусветная гісторыя XIX—XX стст.: Вучэб. дапам. для 11-га кл. — Мн., 1996 (у сааўт.);
- Всемирная история новейшего времени (1945—2002 гг.): Эксперимент. учеб. для 10-го кл. — Мн., 2003 (в соавт.);
- Всемирная история новейшего времени: Учеб. пособ. для 9-го кл. — Мн., 1998 (в соавт.);
- Сусветная гісторыя навейшага часу 1945—2005 гг.: Учеб. для 10-га кл. — Мн., 2006 (у сааўт.);
- Древние германцы: Средние века: Учеб. пособ. для вузов. — Мн., 2006;
- Сацыяльна-эканамічнае развіццё Віцебскай Латгаліі ў другой палове XIX — пачатку XX ст. // Гісторыя: праблемы выкладання. — 2001. — № 4;
- Латышскія хутары ў Беларусі // Беларускі гістарычны часопіс. — 2002. — № 1;
- Арганізацыя сістэмы адукацыі і асветніцкая дзейнасць улад у Віцебскай Латгаліі (канец XVIII—XIX ст.)// Весці БДПУ імя М.Танка. — 2002. — № 2
- «Фольксдойче» в Беларуси (1941—1944)//Славянскі свет:мінулае і сучаснасць: Матэрыялы рэсп.навук.канф.: У 3 ч.-Ч.2.- Мн.,2004
- «Рейхсдойче» в рядах белорусских партизан (1941—1944 гг.) // Гісторыя: праблемы выкладання. — 2005. — № 4
- Вялікая Айчынная вайна ў лёсе латышоў //Беларусь і Германія: гісторыя і сучаснасць: Матэрыялы міжнар.навук.канф., Мінск, 13 мая 2005 г.- Мн.,2005.